# 辛喜玉
辛喜玉（1953年—），湖北丹江口人，汉族，中华人民共和国政治人物、第十二届全国人民代表大会湖北地区代表。
加入中国共产党。丹江口市丹赵路办事处茅腊坪村农民。2008年起担任全国人大代表。2013年，担任全国人大代表。